# Фина
Фина (Финах; англ. Feenagh; ирл. Fíonach, «лесистое место») — деревня в Ирландии, находится в графстве Лимерик (провинция Манстер).